# 白鹿古建築群
白鹿古建築群位於四川省瀘州市合江縣，文物遺址年代判定為清。2012年7月16日公佈為第八批四川省文物保護單位。

## 簡介[2]
白鹿建築群位於瀘州市合江縣白鹿鎮，由江西會館、古街道民居群、施公館、鄧氏祠堂四部分構成。江西會館、施公館位於街道北段，鄧氏祠堂位於街道東段，整個街道地勢南高北低，總占地面積1.074萬平方公尺。
- 江西會館，四周有厚實封大牆，整個會館由山門、戲樓、兩廂經樓、正殿、後殿、廂房等組成，由低到高分級佈置，現存建築占地面積3000平方公尺，建築面積2500平方公尺。山門為磚石結構的巴壁牌坊，六柱五間，門額、門材上刻有橫額、對聯及精美的浮雕紋飾。
- 古街道民居群，呈南北走向，街道平坦曲折延伸，呈“一”字形，總長500公尺，共計有小青瓦房300多間，整個古街道依山勢而建，北部古街道漸漸向下傾斜，南部一段古街道較平坦井一直延伸到上場敬老院。
- 施公館，位於幸福街北段江西會館斜對面，坐東北向西南，始建於1945年，完工於1948年，是由當時白鹿場上的大地主施晉生修建的莊園，施公館占地面積1140平方公尺，建築面積940平方公尺，硬山式頂，磚木穿斗式結構，小青瓦，三層樓，三面相通，建築面闊32.8公尺，進深35公尺，高9.5公尺，分上、中、下三層，屋前均設有走廓，女兒牆，走廊寬1.65公尺，有30根簷柱，柱高7.2公尺，寬0.6公尺。施公館是民國時期合江地主的典型莊園，兼具有中、西式兩種建築風格，建築獨特。
- 鄧氏祠堂，位於瀘州市合江縣白鹿鎮白鹿場下場糧站內，坐東北向西南，該古建築為大清嘉慶二十二年修建，鄧氏祠堂原為四合院佈局，現存戲樓、前堂、左廂房，總占地面積760平方公尺。鄧氏祠堂在建國初期改建為糧站，該祠堂是毛泽东秘書關向應（八路軍129師政委）的妻子馬丹（原名鄧開慧，合江籍）的家族祠堂。